# Claude Prey
Vous pouvez aider à l'améliorer ou bien discuter des problèmes sur sa page de discussion.
- Il ne cite pas suffisamment ses sources. Vous pouvez indiquer les passages à sourcer avec {{référence nécessaire}} ou {{Référence souhaitée}}, et inclure les références utiles en les liant aux notes de bas de page. (Marqué depuis avril 2024)
- Certaines informations devraient être mieux reliées aux sources mentionnées dans la bibliographie ou les liens externes. Améliorez sa vérifiabilité en les associant par des références. (Marqué depuis avril 2024)

- Archive Wikiwix
- Bing
- Cairn
- DuckDuckGo
- E. Universalis
- Gallica
- Google
- G. Books
- G. News
- G. Scholar
- Persée
- Qwant
- (zh) Baidu
- (ru) Yandex
- (wd) trouver des œuvres sur Wikidata

Pour les articles homonymes, voir Prey.
Claude Prey est un compositeur français d'œuvres lyriques, né le 30 mai 1925 à Fleury-sur-Andelle, mort le 13 février 1998 à Paris.

## Parcours
Après des études littéraires à la Sorbonne, Claude Prey est élève de Darius Milhaud et d'Olivier Messiaen au conservatoire de Paris. Peu attaché à la « musique pure », Prey devient un tenant du « théâtre musical ». Il doit ses premières commandes, en particulier Le Cœur révélateur, à l'aide d'Henri Dutilleux.
Parmi les compositeurs d'opéra du XXe siècle, il est de ceux qui écrivent à la fois les livrets et la musique. Ses opéras sont émaillés de citations littéraires et musicales. Amoureux des mots, il était grand connaisseur de Proust. Remarquable musicien, il est resté toute sa vie d'une grande indépendance.
Une grande partie de ses œuvres a été créée par Daniel Chabrun, chef d'orchestre français.
« Claude Prey n'encombre jamais ses œuvres de pathos idéologique ou sentimental. À tel point

  qu'il semble ne jamais rien affirmer. Et que résumer un de ses opéras tient de la gageure. Et

  pourtant, de digressions en jeux de mots, il nous donne quelque chose de très clair à entendre.

  Un peu comme la musique elle-même, dont on ne peut jamais bien dire ce qu'elle dit, mais qui

  dit très précisément quelque chose et qui nous touche. Le théâtre musical de Claude Prey n'est

  pas démonstratif ni didactique. C'est un théâtre pur, miracle contradictoire de rigueur et de folie,

  de gravité et de légèreté. »

         Michel Rostain, Entretien avec Claude Prey, Revue Lyrica N°70, 1981

## Œuvres
- Le Phénix, 1957
- Lettres perdues, opéra radiophonique, 1960
- La Dictée, 1961
- Le Cœur révélateur, opéra de chambre, livret Philippe Soupault d'après Edgar Poe, direction musicale Daniel Chabrun, 1962, Prix Italia
- Jonas, opéra-oratorio, direction musicale Daniel Chabrun, 1963
- On veut la lumière? Allons-y, opéra-parodie, direction musicale Daniel Chabrun, 1968
- La Noirceur du lait, opéra-test en un acte, 1967
- Fêtes de la faim, théâtre musical, création au Festival d'Avignon, mise en scène Roger Kahane, direction musicale Daniel Chabrun, 1969
- Les Mots croisés, Paris, 1970
- Le Jeu de l'oie, Paris, 1970
- Donna Mobile, mise en scène de Roger Kahane, 1972
- Les Liaisons dangereuses, opéra épistolaire en deux actes, d’après Choderlos de Laclos, Strasbourg, février 1974
- Young libertad, opera study, Opéra National de Lyon, 1976
- La Grand-mère française, mise en scène de Petrika Ionesco, 1976
- Les Trois Langages, opéra pour enfants, création à la Maison de la Radio avec Armande Altaï, 1978
- L’Homme occis, direction musicale Philippe Nahon, mise en scène Mireille Larroche, avec Armande Altaï, Rouen, 1978
- Utopopolis, Festival d'Avignon, mise en scène Mireille Larroche, 1980
- L'Escalier de Chambord, sous la direction de Daniel Chabrun, mise en scène de Jean-Jacques Etchevery, Tours, 1981
- Scénarios VII, opéra pour haut-parleurs, 1982
- Paulina ou la chambre bleue, opéra de chambre, d'après Paulina 1880 de Pierre Jean Jouve, 1983
- Le Rouge et le Noir, opéra en cinq tableaux, d'après le roman de Stendhal, Festival d'Art Lyrique d'Aix en Provence, juillet 1989
- Parlons fric !, « O.P.A. comique », 1992
- Sitôt le septuor, opéra « opus Proust », 1994